# 204. pehotni polk (Avstro-Ogrska)
Za druge 204. polke glejte 204. polk.
204. pehotni polk je bil pehotni polk avstro-ogrske skupne vojske.
Polk je bil ustanovljen spomladi 1918 s preimenovanjem dotedanjega 104. pehotnega polka, pri čemer so polkovno moštvo sestavljali vojaki, ki so imeli različne očesne infekcije; posledično je enota dobila vzdevek Trachomformation (očesna formacija).